# Trilogy (Lord Est)
Trilogy è una raccolta del duo dancehall Lord Est, pubblicato il 17 giugno 2009 dalla Hype Records.
Questa raccolta contiene tre CD con i primi tre album del duo, Aatelinen, Päivät töissä e Tulin teitä muistuttaan.

## Tracce

### Primo CDAatelinen
1. Bling bling – 3:46
2. Pohjolan äijä – 4:13 – feat. Ezkimo, B.O.W. e Paleface
3. Soca Virus – 3:47
4. Viskit ja rommit – 4:06
5. Prince Charming – 3:46
6. Talvi – 3:35
7. Linko – 3:59
8. Babylon palaa – 4:16
9. Ei tarvi tulkkaa – 3:39
10. Dub E – 4:59
11. Viskit ja rommit – 4:56 – Lex Luthor Remix

### Secondo CDPäivät töissä
1. Hellä ori – 3:38 – feat. Mariska
2. Usko ittees – 3:14
3. Päivät töissä – 3:44
4. Heristä nyrkkii – 3:08
5. Ragasta tango – 4:35 – Roots Version
6. Häh tä! – 3:03
7. Fiiliksen mukaan – 4:14
8. Suomalainen sopeutuu – 3:33
9. Korvaamaton – 3:57 – feat. Chyde
10. Hyvän maun rajat – 3:56 – feat. Rankkuri
11. Sheikkaa shitä – 3:37
12. Hommat meni käteen – 4:00
13. Hellä ori Lord Est – 3:07

### Terzo CDTulin teitä muistuttaan
1. Hiki – 4:12
2. Sä teet – 3:27
3. Jotkut muijat – 3:55 – feat. Mariska
4. Ei o rakkautta keskustorilla – 4:22 – feat. Elastinen
5. Tikkaa tikkaa – 3:53
6. Mitä etit – 3:19 – feat. Jonna
7. Ilman itsekurii – 3:52
8. Tulin teitä muistuttaan – 3:28 – feat. Norlan
9. Nettisuhde – 3:22
10. Sun vieres on lämmin – 5:19